# 11-й Нью-Йоркский пехотный полк
11-й Нью-Йоркский пехотный полк (11th New York Volunteer Infantry Regiment, First New York Fire Zouaves, Ellsworth’s Zouaves) — представлял собой один из пехотных полков армии Союза во время Гражданской войны в США. Полк был набран сроком на 2 года службы и был расформирован в июне 1862 года. Полк принял участие только в первом сражении при Булл-Ран.

## Формирование
Полк был сформирован в Нью-Йорке из членов городской пожарной команды. Его первым командиром стал полковник Элмер Эллсворт, подполковником — Ноа Фарнхам, а майором — Джон Крегир. Эллсворт был поклонником зуавской тактики, был известен тем, что уже сформировал зуавское подразделение в составе нью-йоркского ополчения, и его новый полк также стал зуавским. 20 апреля полк был принят на службу штата Нью-Йорк. 29 апреля полк был направлен в Вашингтон на пароходе Baltic. В мае полк был привлечён к обороне Вашингтона. Когда однажды начался пожар в отеле «Уиллард», полк под руководством Эллсворта принял участие в тушении пожара. 7 мая полк был принят на службу в федеральную армию.

## Боевой путь
24 мая полк был задействован для оккупации Арлингтонских высот и захвата Александрии. В этот день полковник Эллсворт был застрелен при снятии флага Конфедерации с отеля «Marshall House Hotel». 7 июня подполковник Фарнхам получил звание полковника и возглавил полк, майор Крегир стал подполковником, а адъютант Леосер (до 7 мая — второй лейтенант драгунского регулярного полка) стал майором.
16 июля полк был включён в бригаду Орландо Уилкокса (дивизия Хэйнцельмана) в составе армии Северо-восточной Вирджинии, и в тот же день началось наступление федеральной армии на Манассас. 17 июля полк занял Фэирфакс-Кортхауз.
21 июля полк участвовал в первом сражении при Булл-Ран, где ему было поручено прикрывать батарею Рикеттса. на этой позиции полк попал под атаку 33-го Вирджинского полка и кавалерии Стюарта и был обращён в бегство. В этом сражении полк потерял 2 офицеров и 34 рядовых убитыми, 73 человека ранеными и 68 человек пропавшими без вести. Полковник Фархам получил тяжёлое ранение, от которого умер 14 августа.
29 июля капитан Стивен Страйкер перешёл в 44-й Нью-Йоркский полк, где стал полковником. 22 августа майор Чарльз Леосер (выпускник Вест-Пойнта 1856 года) получил звание полковника. В сентябре полк вернули в Нью-Йорк на реорганизацию, а в ноябре он был отправлен в Вирджинию, в Ньюпорт-Ньюс.
5 марта капитан Джозеф Макфарланд (рота G) стал подполковником. 8 марта полк наблюдал за перестрелкой Монитора и Мерримака. 17 апреля полковник Леосер уволился — он покинул Добровольческую армию и вернулся в кавалерию регулярной армии. 7 мая полк вернули в Нью-Йорк и расформировали 2 июня.
Летом 1863 года полк пытались воссоздать. Это задание было поручено полковнику Генри О’Брайену, но он был убит толпой во время Нью-Йоркского бунта, и формирование полка сорвалось. Часть рядовых перевелась в 17-й Ветеранский Нью-Йоркский полк.